# 一路晃司
一路 晃司（いちろ こうじ、1958年 - ）は、日本のホラー作家。

## 経歴・人物
北海道北見市出身。オーストラリア在住。東京農業大学農業拓殖科卒業。国内の畜産会社勤務を経て、1990年にオーストラリアへ移住。オーストラリア移住後はクイーンズランド州のグメリやドルビーで農業マネージャーとして働き、その頃から創作活動を始め、第1回日本ホラー小説大賞にも応募していた。2001年にブリスベンへ転居。クイーンズランド・カレッジ・オブ・アート映画テレビ制作科で3年間学び、卒業後は映像コーディネーターや板金工として働いていた。
2009年には仕事を辞めて創作活動に専念、2010年に第17回日本ホラー小説大賞の〈大賞〉を受賞した。

## 作品リスト

### 単行本
- お初の繭（角川書店単行本、2010年）
  - 文庫版 （角川ホラー文庫、2012年）